# Tongo Doumbia
Pour les articles homonymes, voir Doumbia.
Tongo Doumbia, né le 6 août 1989 à Vernon, est un footballeur international malien. Il joue au poste de milieu de terrain en équipe du Mali.

## Carrière
Il commence son parcours de footballeur à l'Olympique de Noisy-le-Sec puis évolue dans de nombreux clubs de la région parisienne. À 18 ans, il est repéré par la Berrichonne de Châteauroux et intègre son équipe réserve.
Le 20 février 2009, il fait même ses débuts professionnels en apparaissant lors d'un match de Ligue 2 avec l'équipe première castelroussine à Guingamp.
Le 17 juin 2009, il signe son premier contrat professionnel avec le Stade rennais, après avoir refusé la proposition de son club formateur et une approche de l'Olympique lyonnais.
Le 17 octobre 2009, alors qu'il doit faire ses grands débuts en Ligue 1, il ne rentre pourtant pas en jeu. En effet Frédéric Antonetti avait prévu de le faire entrer en jeu en fin de match mais le jeune joueur avait gardé au doigt une chevalière que le quatrième arbitre lui a demandé d'enlever. Ce qu'il n'est jamais parvenu à faire. L'entraîneur rennais a fini par perdre patience et a finalement choisi de faire rentrer un coéquipier.
Le 6 mars 2009, il fait sa première apparition en première division en toute fin de match contre l'AS Monaco.
Le 29 janvier 2012, il marque son premier but professionnel contre l'Olympique de Marseille, match finalement gagné 1-2 par les Marseillais.
Il est prêté avec option d'achat par le Stade rennais FC au club anglais de Wolverhampton, évoluant en deuxième division anglaise, pour la saison 2012-2013. Pour son premier match amical sous ses nouvelles couleurs, le 31 juillet 2012, il inscrit son premier but avec les Wolves. L'option d'achat est levée le 13 novembre 2012 et signe jusqu'en 2016.
Le 6 août 2013, il s’engage en faveur de Valenciennes. Sous contrat avec Wolverhampton, il fait l’objet d’un prêt avec option d’achat. La saison 2013-2014 du club nordiste s'achevant par une relégation, cette option n'est pas levée.
Le 29 août 2014, il signe un contrat de quatre ans en faveur du Toulouse FC.
Le 26 août 2015, il est condamné à 8 mois de prison ferme pour délits routiers en récidive (révocation d'un sursis précédent). L'avocat du club demande qu'il puisse jouer avec un bracelet électronique, comme l'ont fait les joueurs professionnels Vincent Péricard en Angleterre, et Djamel Elaïd en France, selon un reportage de Ma Chaine Sport de décembre 2013. Néanmoins le club l'écarte de la compétition, sans attendre de réponse de la Ligue de Football Professionnelle.
Le 12 juillet 2017, il rejoint le Dinamo Zagreb en Croatie, où il signe un contrat de trois ans. Sous les ordres de Nikola Jurčević, il devient champion de Croatie en 2018.
Le 5 octobre 2018, après avoir résilié son contrat au Dinamo Zagreb, il s'engage avec le club émirati d'Al-Ain.

## Statistiques
| Saison                | Club                   | Championnat           | Championnat | Championnat | Coupe nationale | Coupe nationale | Coupe de la Ligue | Coupe de la Ligue | Compétition(s) continentale(s) | Compétition(s) continentale(s) | Compétition(s) continentale(s) | Mali | Mali | Total | Total |
| Saison                | Club                   | Division              | M.          | B.          | M.              | B.              | M.                | B.                | Comp.                          | M.                             | B.                             | M.   | B.   | M.    | B.    |
| 2008-2009             | LB Châteauroux         | Ligue 2               | 1           | 0           | -               | -               | -                 | -                 | -                              | -                              | -                              | -    | -    | 1     | 0     |
| 2009-2010             | Stade rennais FC       | Ligue 1               | 3           | 0           | 1               | 0               | 2                 | 0                 | -                              | -                              | -                              | -    | -    | 6     | 0     |
| 2010-2011             | Stade rennais FC       | Ligue 1               | 19          | 0           | -               | -               | 1                 | 0                 | -                              | -                              | -                              | -    | -    | 20    | 0     |
| 2011-2012             | Stade rennais FC       | Ligue 1               | 25          | 2           | 3               | 0               | -                 | -                 | C3                             | 5                              | 0                              | 2    | 0    | 35    | 2     |
| Sous-total            | Sous-total             | Sous-total            | 47          | 2           | 4               | 0               | 3                 | 0                 | -                              | 5                              | 0                              | 2    | 0    | 61    | 2     |
| 2012-2013             | Wolverhampton          | Championship          | 33          | 2           | 2               | 0               | -                 | -                 | -                              | -                              | -                              | 2    | 0    | 37    | 2     |
| 2013-2014             | Valenciennes FC (prêt) | Ligue 1               | 36          | 4           | -               | -               | -                 | -                 | -                              | -                              | -                              | 5    | 0    | 41    | 4     |
| 2014-2015             | Toulouse FC            | Ligue 1               | 24          | 3           | 1               | 0               | 1                 | 0                 | -                              | -                              | -                              | 8    | 0    | 34    | 3     |
| 2015-2016             | Toulouse FC            | Ligue 1               | 25          | 1           | 1               | 0               | 2                 | 0                 | -                              | -                              | -                              | 3    | 0    | 31    | 1     |
| 2016-2017             | Toulouse FC            | Ligue 1               | 10          | 0           | 1               | 0               | 1                 | 0                 | -                              | -                              | -                              | 1    | 0    | 13    | 0     |
| Sous-total            | Sous-total             | Sous-total            | 59          | 4           | 3               | 0               | 4                 | 0                 | -                              | -                              | -                              | 12   | 0    | 78    | 4     |
| 2017-2018             | Dinamo Zagreb          | Prva Liga             | 28          | 1           | 2               | 0               | -                 | -                 | C3                             | 2                              | 0                              | 2    | 0    | 34    | 1     |
| 2018-2019             | Dinamo Zagreb          | Prva Liga             | 1           | 0           | 1               | 0               | -                 | -                 | C1+C3                          | 0+1                            | 0                              | -    | -    | 3     | 0     |
| Sous-total            | Sous-total             | Sous-total            | 29          | 1           | 3               | 0               | -                 | -                 | -                              | 3                              | 0                              | 2    | 0    | 37    | 1     |
| 2018-2019             | Al-Ain                 | Arab Gulf League      | -           | -           | -               | -               | -                 | -                 | AFC+CdM                        | 6+4                            | 0+1                            | -    | -    | 10    | 1     |
| 2019-2020             | Ajman Club             | Arab Gulf League      | 4           | 0           | -               | -               | 4                 | 0                 | -                              | -                              | -                              | -    | -    | 8     | 0     |
| 2020-2021             | FK Aktobe              | Premier Liga          | 19          | 0           | 3               | 0               | -                 | -                 | -                              | -                              | -                              | -    | -    | 22    | 0     |
| 2022-2023             | Western United FC      | A-League              | 20          | 2           | -               | -               | -                 | -                 | -                              | -                              | -                              | -    | -    | 20    | 2     |
| Total sur la carrière | Total sur la carrière  | Total sur la carrière | 248         | 15          | 15              | 0               | 11                | 0                 | -                              | 18                             | 1                              | 22   | 0    | 314   | 16    |

## Palmarès
Dinamo Zagreb
- Champion de Croatie en 2018 et 2019.

 Al Ain Club
- Finaliste de la Coupe du monde des clubs en 2018